# علاوة مخاطرة

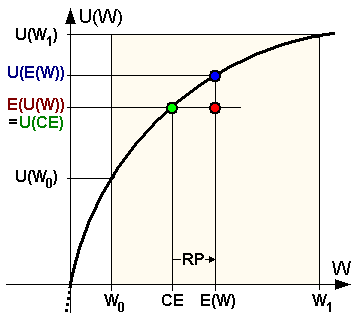

علاوة المخاطرة المنتظمة (بالإنجليزية: Systematic Risk premium)‏ هو نسبة العائد الذي يطلبه المستثمر مقابل الاستثمار في اصل مالى كتعويض عن تحمله للمخاطر المرتبطة به، ويكون هذا بالإضافة إلى العائد الخالي من المخاطرة الذي يجب على عائد أي استثمار به مخاطرة تخطيه. وتزيد علاوة المخاطرة لاستثمار ما كلما زادت المخاطر المرتبطة به.وعلية فان مفهوم علاوة المخاطر مرتبط بمعدل العائد المطلوب وهو يتمثل في الحد الادنى للعائد الذي يطلبة المستثمر كمقابل لكى يستثمر في استثمار ما بمعنى ان معدل العائد المطلوب = معدل العائد الخالى من المخاطر + علاوة المخاطر المنتظمه، وتقاس مخاطر الاستثمار بما يسمى الانحراف المعيارى أو معامل بيتا، ويعتبر هذا المفهوم من المفاهيم الأساسية في علم الإدارة المالية وله تطبيقات كثيرة كتقييم المشاريع والأسهم والتخطيط المالي وتحديد أسعار الفائدة التجارية.

## شرح المفهوم
بما أنه بإمكان أي مستثمر الحصول على عائد معين عن طريق الاستثمار في بعض الأدوات الاستثمارية الخالية من المخاطر (كالسندات الحكومية التي تصدرها الدول المتقدمة اقتصاديا)، وبافتراض التوقعات الرشيدة في المستثمرين، فلن يقوم أي مستثمر بالاستثمار في أي أداة مالية بها مخاطر منتظمة إلا إذا كان عائدها المتوقع يفوق عائد الأدوات الاستثمارية الخالية من المخاطر. والفرق ما بين عائد الأدوات الاستثمارية الخالية من المخاطر وعائد الأداة ذات المخاطر هو علاوة المخاطرة.